# Chevalier Paul
Jean-Paul de Saumeur, meglio noto come Chevalier Paul (1598 – Tolone, 20 dicembre 1667), è stato un navigatore e militare francese.
La prima parte della sua carriera navale si svolse a bordo della flotta dell'Ordine di Malta.
Per le sue imprese nel 1637 fu nominato Cavaliere dell'Ordine di San Giovanni di Gerusalemme, da cui l'appellativo di Chevalier Paul (Cavaliere Paul) con cui divenne famoso.
Successivamente passò alla Marine royale. Combatté nella guerra franco-spagnola, distinguendosi nelle battaglie navali di Getaria del 1638 e di Cartagena nel 1643.
Nel 1664 divenne consigliere di Francesco di Borbone-Vendôme, duca di Beaufort e comandante della flotta francese.
Portano il suo nome tre navi della marina militare francese:
- Chevalier Paul (1934-1941), cacciatorpediniere della Classe Vauquelin
- Chevalier Paul (1956-1971), cacciatorpediniere
- Chevalier Paul (D 621), fregata della Classe Orizzonte